# Philippe de la Hire

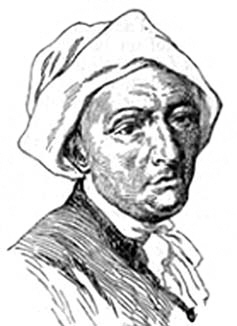
Retrato de Philippe de la Hire.

Philippe de La Hire (o Lahire o incluso como Phillipe de La Hire) (18 de marzo de 1640-21 de abril de 1719), fue un matemático, astrónomo y gnomonicista francés.

## Biografía
Nacido en París, hijo de Laurent de La Hire, un distinguido artista. En 1660, viajó a Roma para estudiar pintura. A su regreso a París, comenzó a estudiar ciencias, mostrando aptitud por las matemáticas. Fue discípulo del francés jesuita, teólogo, matemático y físico Honoré Fabri. Tomó parte en el grupo formado por Fabri que incluía a Giovanni Domenico Cassini, Claude Francois Milliet Deschales, René Descartes, Marin Mersenne, entre otros. Miembro de la Academia de ciencias de Francia en 1678, se dedicó activamente a la astronomía, calculando tablas del movimiento del Sol, la Luna y los planetas. También hizo contribuciones a la cartografía francesa (1679-1682). En 1863 asumió el cargo de la cátedra de matemáticas en el Collège Royale. A partir de 1687 La Hire enseñó en la Academie d'architecture.
Tuvo dos hijos, el primero: Gabriel-Philippe De La Hire (1677-1719) en París en 1677 y tuvo una educación muy similar a la de su padre, acabó desarrollando interés en arquitectura y matemática. El segundo Jean-Nicolas de La Hire (1685-1727) se dedicó a la botánica.

## Obra
La Hire escribió sobre métodos gráficos 1673, sobre secciones cónicas 1685, un tratado sobre epicicloides 1694, sobre ruletas 1702 y finalmente sobre concoides. Sus trabajos sobre cónicas y epicicloides se basaron en las notas de los cursos que tomó con Desargues (la Hire era su estudiante predilecto). También publicó un conjunto de tablas astronómicas en 1702. Su trabajo también se extendió a la zoología descriptiva, el estudio de la respiración y estudios en óptica.
Muchos de sus manuscritos pueden ser leídos en la biblioteca digital del Observatorio de París.

## Obras selectas

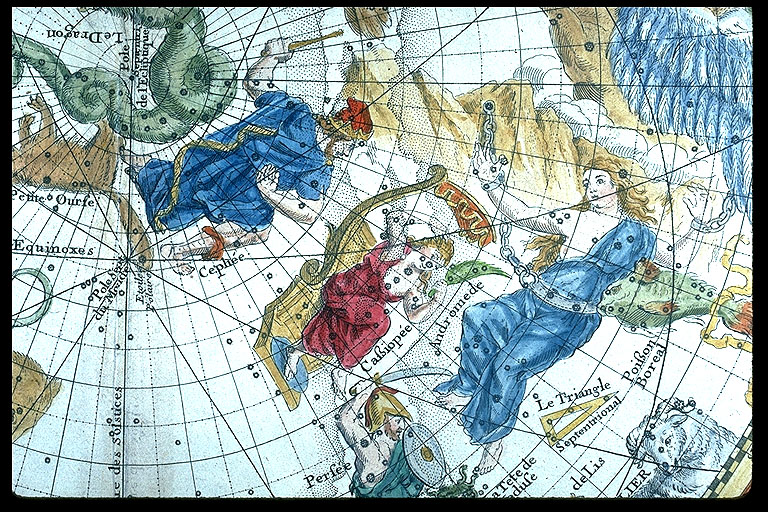
Andrómeda y Casiopea, detalle en Planisphere celeste (1705).

- Nouvelle Méthode en Géométrie pour les sections des superficies coniques et cylindriques (1673)
- Nouveaux Éléments des Sections Coniques: Les Lieux Géométriques : Les Constructions ou Effections des équations (1679)
- La Gnomonique ou l'Art de faire des Cadrans au Soleil (1682)
- Sectiones conicæ in novem libros distributæ (1685)
- Tables du soleil et de la lune (1687)
- École des arpenteurs (1689)
- Traité de mecanique : ou l'on explique tout ce qui est nécessaire dans la pratique des arts, & les propriétés des corps pesants lesquelles ont un plus grand usage dans la physique (1695)
- Tabulæ Astronomicæ (1702)
- Planisphère céléste (1705)
- Mémoire sur les conchoïdes (1708)

- Datos: Q371890
- Multimedia: Philippe de La Hire / Q371890